# Baccharis coridifolia
El miomío, romerillo, Baccharis coridifolia DC. es una especie de arbusto común de Sudamérica templada, endémica del sur de Brasil, Paraguay, Uruguay y el litoral argentino.

## Descripción
Es un subarbusto perenne, de 3 a 9 dm de altura, de suelos fértiles o arenosos de las áreas este de las provincias argentinas de Chaco y de Formosa, hojas lineales, alternas, de 1 a 3 cm de ancho, sin nervaduras y lisas, márgenes dentados diminutos. Flor pequeña de color anaranjado, con floración estival, resiste sequía y calores fuertes, y está asociada con espartillares y escoba dura.
Todas las partes de la planta son nocivas, flores y semillas tienen mayor toxicidad, ésta se manifiesta en bovinos, ovinos y cerdos provenientes de regiones donde no existe la planta.
En animales jóvenes de zona de miomío, la toxicidad se manifiesta después de quemazones y arreos profanados.

## Toxicidad
Posee tricomas tectores y glandulares con una morfología particular. Este vegetal causa la mayoría de las intoxicaciones en la región norte de Argentina. Posee tricotecenos como principios tóxicos, sustancias producidas por hongos que viven en simbiosis con ella.
Las toxinas son del grupo de los trichotecenos: roridina A y la roridina E, producidas por el hongo del género Myrothecium, en simbiosis con Baccharis, que luego son absorbidas y transformadas por esta planta. Posee también una resina, alcaloides (bacarina) y un aceite esencial de color amarillo verdoso. Mayor toxicidad al final de la fructificación (abril y mayo). Están presentes en las hojas, tallos verdes y corteza.
La intoxicación crónica por miomío, comienza con enflaquecimiento progresivo y pérdida de peso. Esto pasa desapercibido, como consecuencia del normal cambio de potreros, y queda solo el resultado de que la hacienda gana menos peso de lo que debería.

## Profilaxis
Normalmente los animales de la región no lo consumen. Se los puede acostumbrar a evitar su ingesta, frotando sus encías y labios con plantas frescas (eficiente en equinos). 
Sahumado de la planta para que los animales aspiren el humo. No permitir la entrada de animales hambreados a aquellos lotes con romerillo. Roturar campos y corte de las plantas antes de la floración.

## Taxonomía
Baccharis coridifolia fue descrita por Augustin Pyrame de Candolle y publicado en Prodromus Systematis Naturalis Regni Vegetabilis 5: 422. 1836.
Etimología
Baccharis: nombre genérico que proviene del griego Bakkaris dado en honor de Baco, dios del vino, para una planta con una raíz fragante y reciclado por Linnaeus.
coridifolia: epíteto latino que significa "con hojas coriáceas".
Sinonimia
- Baccharis montevidensis Sch.Bip. ex Baker
- Eupatorium montevidense Spreng.[7]